# Proteodoxa cirrhopa
Proteodoxa cirrhopa är en fjärilsart som beskrevs av Edward Meyrick 1938. Proteodoxa cirrhopa ingår i släktet Proteodoxa och familjen stävmalar. Inga underarter finns listade i Catalogue of Life.